# Aphanotrigonum femorella
Aphanotrigonum femorella är en tvåvingeart som beskrevs av Collin 1946. Aphanotrigonum femorella ingår i släktet Aphanotrigonum och familjen fritflugor. Inga underarter finns listade i Catalogue of Life.